# Ingaí
Ingaí is een gemeente in de Braziliaanse deelstaat Minas Gerais. De gemeente telt 2.580 inwoners (schatting 2009).

## Aangrenzende gemeenten
De gemeente grenst aan Carmo da Cachoeira, Itumirim, Itutinga, Lavras en Luminárias.